# Septemineophora selangorensis
Septemineophora selangorensis är en tvåvingeart som beskrevs av Ronald Henry Lambert Disney 1997. Septemineophora selangorensis ingår i släktet Septemineophora och familjen puckelflugor. Inga underarter finns listade i Catalogue of Life.